# Антидепресант
Антидепреса́нти (АД) — різні за хімічною структурою і механізмом дії психотропні речовини, що поліпшують настрій, знімають депресивні, тривожні, дисфоричні симптоми психічних розладів, такі як почуття пригніченості, нервова напруга і тривога, а також підвищують психічну активність. Антидепресанти підвищують рівень серотоніну в мозку й використовуються для лікування психічних розладів, зокрема депресій, БАР, ОКР, неврозів. На здорових людей антидепресанти майже не впливають.
Багато синтетичних антидепресантів мають серйозні побічні ефекти і застосовуються обмежено. Останнє покоління антидепресантів селективних інгібіторів зворотнього захоплення серотоніну (СІЗЗС) відзначається меншою токсичністю та меншими побічними діями. На початку лікування антидепресантами побічні дії можуть бути значними, симптоми та загальний стан можуть погіршуватись: тому важливо не кидати та не переривати призначеного лікування антидепресантами. Для зменшення побічних впливів на організм АД починають вживати в малих дозах і поступово протягом кількох тижнів дози збільшують до рекомендованої величини. Однак у деяких випадках депресій антидепресанти необхідно відразу вживати, починаючи з рекомендованої дози.

## Термінологія
Термін «антидепресант», вперше вжитий 1952 року, швидко поширився на усі препарати, які первинно розробляли чи здебільшого застосовували в лікуванні депресивного розладу, тобто це термін, який базується на терапевтичному застосуванні. З розвитком психіатрії стало зрозуміло, що сполуки, які так називають, також ефективні для лікування інших станів (тривожних розладів, обсесивно-компульсивного розладу, нейропатичного болю), а тому їх однаково можна називати протитривожними засобами  чи анальгетиками. З точки зору механізму дії ці препарати також сильно різняться: якщо довгий час препарати з антидепресивним ефектом так чи інакше розробляли з оглядом на моноаміни, то такі сполуки, як ескетамін чи брексанолон, проявляють свої ефекти через зовсім інші медіаторні системи, що ще більше змушує замислитися про критерії використання терміна.
Низка препаратів, які класично не належать до групи антидепресантів, часто використовують для лікування уніполярної депресії, наприклад, деякі антипсихотики. Активно вивчаються антидепресивні ефекти психоделіків та канабіноїдів, опіати історично були однією з перших медикаментозних терапій депресивного розладу. Зрештою, сам термін «депресія» надзвичайно неточний і охоплює низку станів, які мають подібні симптоми, але механізми їхнього виникнення різняться, а отже і їх лікування часом відмінне: основою лікування депресивної фази біполярного афективного розладу є антипсихотики та деякі антиконвульсанти, які у цьому випадку виконують роль «антидепресанта», деякі депресивні стани у жінок, пов'язані з менструальним циклом та репродуктивним здоров'ям (передменструальний дисфоричний розлад, післяпологова депресія, депресія під час перименопаузи), часом усувають завдяки використанню гормональних препаратів.
Багато провідних психофармакологів та психіатрів визнають неточність та застарілість цього терміна. Існує ініціатива — номенклатура, заснована на нейронауці (англ. Neuroscience-based nomenclature, NbN), покликана замінити поняття «антидепресант», «антипсихотик», «протитривожний засіб», які базуються на історично перших показах для застосування, на більш науково обґрунтовані терміни, пов'язані з механізмом дії, проте класичні назви надалі широко використовують у науковій, науково-популярній та навчальній літературі.

## Класифікація
Антидепресанти можна класифікувати на основі хімічної структури, за поколіннями, у відповідності з механізмом дії чи клінічним ефектом. Не існує ані єдиної класифікації за будь-яким з цих параметрів, ані класифікації, яка би не містила помилок чи умовностей.

### За поколіннями та хімічною структурою
Найчастіше можна зустріти поділ, при якому антидепресанти ділять на три покоління:
- трициклічні антидепресанти (ТЦА) та інгібітори моноаміноксидази (іМАО) відносять до першого покоління,
- селективні інгібітори зворотного захоплення серотоніну (СІЗЗС) з міансерином становлять друге покоління,
- а інгібітори зворотного захоплення серотоніну та норадреналіну (СІЗЗСН), інгібітори зворотного захоплення дофаміну (СІЗЗД), міртазапін, тразодон та вортіоксетин — третє[15][16][17].

Часом антидепресанти ділять на два покоління: перше (ТЦА та іМАО) та друге (СІЗЗС, СІЗЗСН та селективні інгібітори зворотного захоплення норадреналіну (СІЗЗН)), а антидепресанти, які не належать до цих груп, називають атиповими. Наявні джерела з поділом антидепресантів на чотири покоління.

### За механізмом дії
Дуже часто в підручниках та науковій літературі при поділі антидепресантів поряд з термінами, які описують механізм дії («інгібітори моноамінооксидази» чи «селективні інгібітори зворотного захоплення серотоніну») використовують терміни, що стосуються хімічної структури препарата («трициклічні антидепресанти», «тетрациклічні антидепресанти») чи поняття, які не пояснюють ні першого, ні другого («атипові антидепресанти»). Саме тому в практичному використанні важливий чіткий поділ на групи за механізмом дії (схема за Девідом Наттом, подібні у загальних рисах класифікації можна зустріти і в інших джерелах):
| Тип дії                                          | Підклас | Абревіатура (якщо є)                     | Представники (діюча речовина)            |
| Препарати, що інгібують певні ферменти           | Неселективні інгібітори моноамінооксидази                                                                              | іМАО (англ. MAOI)                        | Фенелзин                                 |
| Препарати, що інгібують певні ферменти           | Селективні інгібітори моноамінооксидази A                                                                              | іМАО (англ. MAOI)                        | Моклобемід                               |
| Препарати, що інгібують певні ферменти           | Селективні інгібітори моноамінооксидази B                                                                              | іМАО (англ. MAOI)                        | Селегілін, разагілін                     |
| Інгібітори зворотного захоплення нейромедіаторів | З блокуванням одного білка-транспортера:                                                                               | З блокуванням одного білка-транспортера: | З блокуванням одного білка-транспортера: |
| Інгібітори зворотного захоплення нейромедіаторів | Селективні інгібітори зворотного захоплення серотоніну                                                                 | СІЗЗС (англ. SSRI)                       | Есциталопрам, флуоксетин, сертралін      |
| Інгібітори зворотного захоплення нейромедіаторів | Селективні інгібітори зворотного захоплення норадреналіну                                                              | СІЗЗН (англ. NRI)                        | Атомоксетин, ребоксетин                  |
| Інгібітори зворотного захоплення нейромедіаторів | З блокуванням кількох білків-транспортерів:                                                                            |                                          |                                          |
| Інгібітори зворотного захоплення нейромедіаторів | Неселективні інгібітори зворотного захоплення моноамінів (механізм дії більшості трициклічних антидепресантів)         | —                                        | Амітриптилін, іміпрамін, доксепін        |
| Інгібітори зворотного захоплення нейромедіаторів | Селективні інгібітори зворотного захоплення серотоніну та норадреналіну                                                | СІЗЗСН (англ. SNRI)                      | Венлафаксин, дулоксетин, мілнаципран     |
| Інгібітори зворотного захоплення нейромедіаторів | Селективні інгібітори зворотного захоплення норадреналіну та дофаміну                                                  | СІЗЗНД (англ. NDRI)                      | Бупропіон                                |
| Антидепресанти з рецепторним механізмом дії      | Норадренергічні та специфічні серотонінергічні антидепресанти                                                          | англ. NaSSA                              | Міртазапін, міансерин                    |
| Антидепресанти з рецепторним механізмом дії      | Агоністи мелатонінових рецепторів / антагоністи 5HT2C-рецепторів                                                       | —                                        | Агомелатин                               |
| З мультимодальною дією                           | Інгібітори зворотного захоплення серотоніну та часткові агоністи 5HT1A-рецепторів                                      | англ. SPARI                              | Вілазодон                                |
| З мультимодальною дією                           | Антагоністи серотонінових рецепторів та інгібітор зворотного захоплення серотоніну                                     | англ. SARI                               | Тразодон                                 |
| З мультимодальною дією                           | Інгібітори зворотного захоплення серотоніну, агоністи 5HT1A-рецепторів, антагоністи 5HT1B/D-, 5HT3- та 5HT7-рецепторів | —                                        | Вортіоксетин                             |

## Механізми дії

### Вплив на сигнальні системи нейронів
Нейрони спілкуються між собою завдяки нейромедіаторам (первинним месенджерам), і здебільшого це відбувається у синапсі. Кожен нейромедіатор має свої рецептори: серотонін зв'язується зі серотоніновими рецепторами, норадреналін — з норадреналіновими, глутамат — з глутаматними тощо. Антидепресанти взаємодіють з цими рецепторами або прямим шляхом, або непрямим. У випадку непрямої взаємодії антидепресанти підвищують доступність нейромедіатора. Наприклад, іМАО інгібують фермент, що розщеплює моноаміни, а тому останніх стає більше і вони зв'язуються зі своїми рецепторами. СІЗЗС блокують білок-транспортер, що переносить серотонін із синаптичної щілини до клітини, таким чином збільшуючи його доступність у синапсі. У випадку прямої взаємодії сама молекула антидепресанта безпосередньо зв'язується з певним рецептором, впливаючи на внутрішньоклітинні реакції, які він розпочинає.

## Покази та використання

### Депресивні розлади
Відповідно до класичної назви, одним з основних показів для використання антидепресантів є депресивні розлади. Велика кількість препаратів, які відносять до цієї терапевтичної групи, має схвалення FDA для лікуванні депресивного розладу у дорослих та дітей. Як українські настанови, так і міжнародні наводять їх у якості основи лікування великого депресивного розладу (лат. major depressive disorders) у дорослих. Мова йде насамперед про важкий епізод депресії, який є однозначним показом для медикаментозної терапії (рекомендовано разом з психотерапією). Легкий епізод чи підпорогові симптоми (англ. subthreshold depression) рекомендовано усувати за допомогою психотерапії та інших немедикаментозних стратегій і лише у випадку їхньої неефективності чи наявності обтяжливих факторів лікувати антидепресантами. Помірний епізод у низці рекомендацій рекомендовано лікувати медикаментозно, інші настанови надають вибір між психофармакологією та психотерапією. У дітей покази для застосування препаратів навіть суворіші, перевага надається психотерапії де це тільки уможливлює стан, навіть у випадку тяжкої депресії, антидепресанти виписують або одразу для найтяжчих випадків і в більшості випадків разом з психотерапією, або у випадку неефективності психотерапевтичного лікування епізоду будь-якої тяжкості.
СІЗЗС фігурують у якості першої лінії у всіх настановах, першу лінію разом з ними часто формують інші «новіші» (з'явивися на ринку опісля СІЗЗС) препарати: СІЗЗСН, СІЗЗД, міртазапін та міансерин (NaSSA), агомелатин, вілазодон та навіть вортіоксетин (у відповідності з настановами від CANMAT). ТЦА та іМАО у більшості випадків становлять другу чи третю лінію лікування.
У дітей ефективність антидепресантів вивчена набагато менше: у дітей від 8 років NICE рекомендує першою лінією лише флуоксетин, серед препаратів другої лінії перелічені сертралін та циталопрам.

### Обсесивно-компульсивний та пов'язані з ним розлади
Низка антидепресантів (наприклад, сертралін та пароксетин) має схвалення від FDA для лікування обсесивно-компульсивного розладу у дорослих та дітей. Знову ж таки, відповідно до різноманітних настанов, де це тільки можливо, слід надавати перевагу психотерапії як першій лінії лікування у випадку легкої чи помірної інтенсивності симптомів. У випадку тяжкої інтенсивності, неефективності психотерапії як першого терапевтичного кроку, наданню переваги пацієнтом медикаментозного лікування, варто застосовувати антидепресанти, що збільшують доступність серотоніну, першою лінією є СІЗЗС. У якості другої лінії використовують кломіпрамін (ТЦА) або комбінують антидепресанти з антипсихотиками. Інші групи антидепресантів використовують значно рідше. Терапевтичні дози для лікування ОКР часто вищі, ніж максимально рекомендовані в інструкції. У педіатричній популяції фармакологічний підхід подібний.

### Репродуктивні афективні розлади та вазомоторні явища
Термін «репродуктивна депресія» часом використовують для тих станів у жінок, які часто пов'язують з коливаннями статевих гормонів: післяпологова депресія, передменструальний дисфоричний розлад, депресія в пери- та постменопаузі. І хоча низка вчених апелює до того, що такі розлади варто лікувати гормонами, антидепресанти надалі посідають значне місце в лікарському арсеналі. Флуоксетин, пароксетин та сертралін мають схвалення від FDA для усунення передменструального дисфоричного розладу, СІЗЗС загалом рекомендовані як перша медикаментозна лінія на рівні з гормональними препаратами, СІЗЗСН мають набагато нижчу доказову базу, але їх також часом використовують як «off-label».

### Нейропатичний біль та больові розлади
Дулоксетин має схвалення від FDA для лікування нейропатичного болю при діабетичній нейропатії, хронічного мукоскелетального болю та фіброміальгії, мілнаципран — при фіброміальгії, обидва належать до групи СІЗЗСН. Незважаючи лише на два офіційних схвалення від американського регулятора, набагато більше антидепресантів використовують у лікуванні болю, насамперед мова йде про ті препарати, які підвищують кількість норадреналіну в синаптичній щілині — ТЦА та СІЗЗСН. Зокрема надзвичайно часто використовують амітриптилін. Обидва ці класи рекомендовані низкою настанов як перша лінія для лікування нейропатичного болю різноманітної етіології на рівні з габапентиноїдами, у тому числі у пацієнтів з постхіміотерапевтичною нейропатією.